# 演奏するカップル (ネッチェルの絵画)
『演奏するカップル』（えんそうするカップル、独: Musizierendes Paar、英: A Couple Making Music）は、17世紀オランダ黄金時代の画家カスパル・ネッチェルが1666年に板上に油彩で制作した絵画である。画面左側に「C Netscher Ao 1666」という画家の署名と制作年が記されている。アウグスト2世 (ポーランド王) のためにル・ルー (Le Leu) により1754年に購入され、現在、ドレスデンのアルテ・マイスター絵画館に所蔵されている。

## 作品
ネッチェルがこの比較的小型の傑作を描いたのは、彼がオランダの首都デン・ハーグにやってきてから4年後のことであった。本作は、概してフランスの流行を追いかけていた当時のデン・ハーグの社交界において、エリートたちの洗練された趣味にぴったり合っていたことであろう。

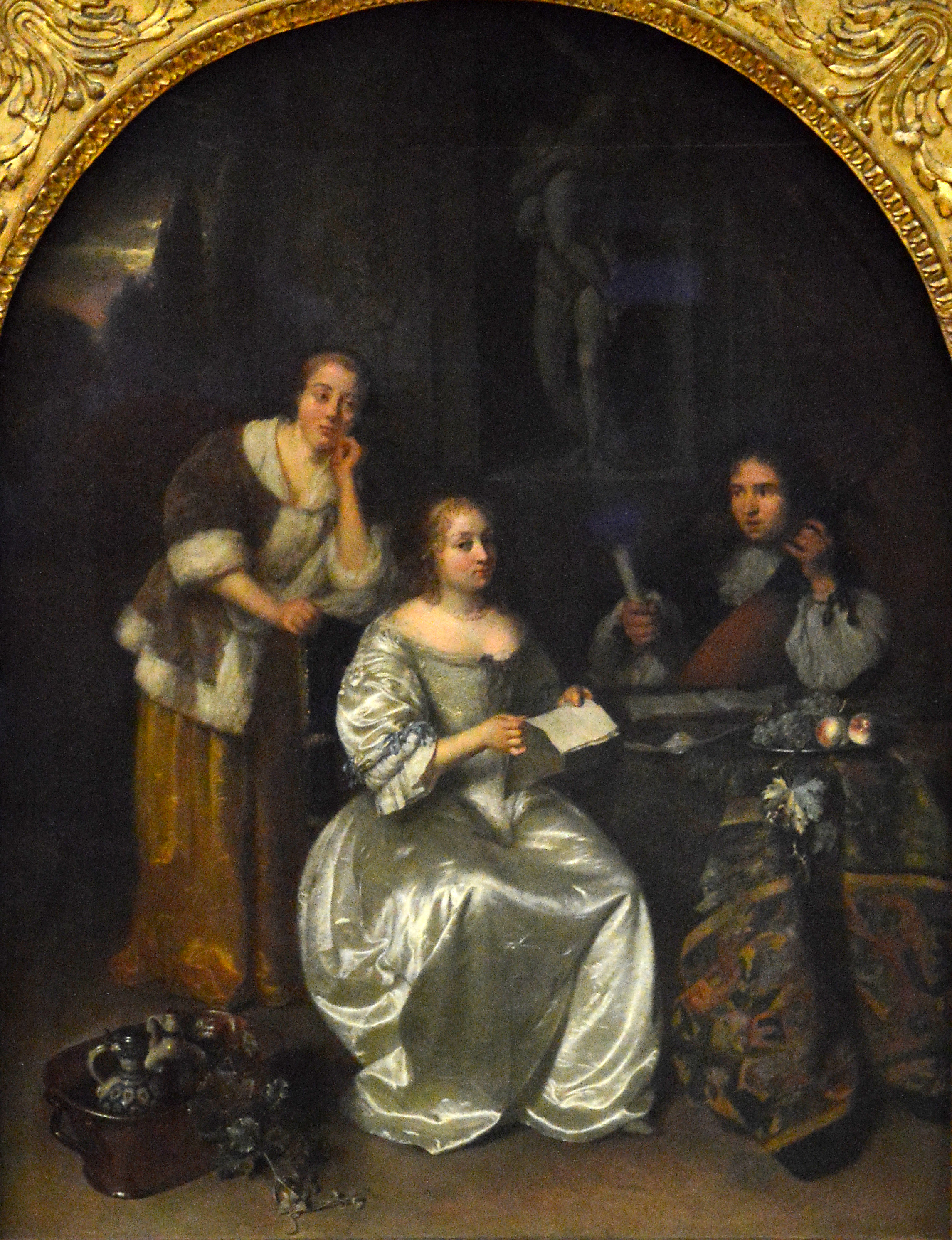
カスパル・ネッチェル『デュエットをする歌い手とテオルボ奏者』 (1664-1665年)、ルーヴル美術館、パリ

豪華な室内で繰り広げられる音楽演奏の場面は、17世紀のオランダで好んで取り上げられた主題の1つである。同時に、この主題には、象徴的および道徳的意味合いが潜んでいる。合奏や合唱は結婚生活の調和の比喩で、音楽と幸福な結婚との関連性は宗教的な小冊子や寓意図像集に頻繁に記述されていた。
当時の詩人ヤーコプ・ウェステルバーンの言葉を借りれば、チェンバロやヴァージナルを演奏する女性は、「弦には心を愛撫する力がある」として男性の共演者を誘うものと理解されていた。そのため、同時代の風俗画では、本作に見られるようにチェンバロを弾く女性は常に構図の中で重要な役割を与えられており、拍子をとる歌い手の男性は彼女のそばに座っている。画面の優雅なカップルは夫婦ではなく非婚姻関係にあるが、それは宮殿風の建物の背景左側にあるレリーフによって示唆されている。このレリーフが表しているのは、恋の神キューピッドが登場する神話的な愛の場面である。
なお、師のヘラルト・テル・ボルフからデュエットの場面を受け継いたネッチェルは、ほかにも『デュエットをする歌い手とテオルボ奏者』 (ルーヴル美術館、パリ) など本作と同様の演奏の場面を描いている。